# Kravallsköld

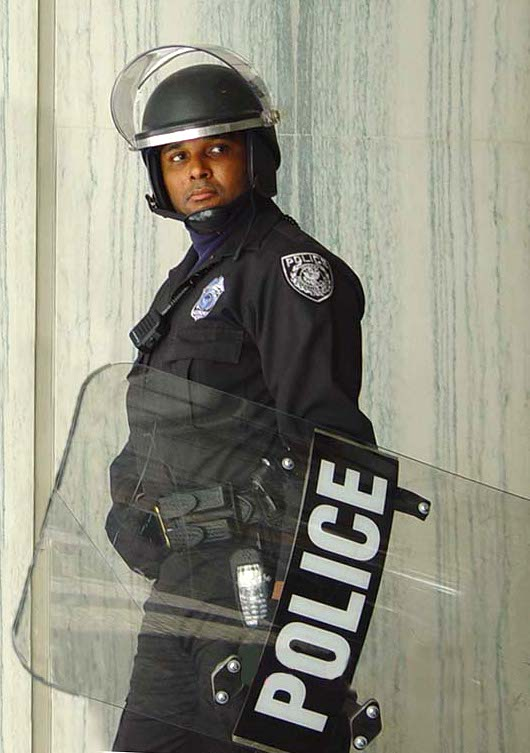
Kravallpolis med genomskinlig sköld av polykarbonat.

Kravallsköld är en lätt sköld som används av kravallpoliser och vissa militära organisationer vid upplopp och kravaller med mera. De är främst långsköldar som täcker både ben och huvud hos en standardlång människa, från toppen av huvudet till knäna, och förekommer både som armsköld och handsköld. Det finns många utformningar, men den absolut vanligaste den helt genomskinliga, tillverkad i polykarbonat eller plexiglas. Sköldarna kan även tillverkas av lättmetall och utrustas då ofta med titthål. En del sköldar är även konstruerade för att vara skottsäkra mot pistoler med låg utgångshastighet. De är ofta avsedda att användas i närkamp för att slå bort en motståndare och skydda bäraren mot splitter, kastade projektiler och dylikt.

## Bilder

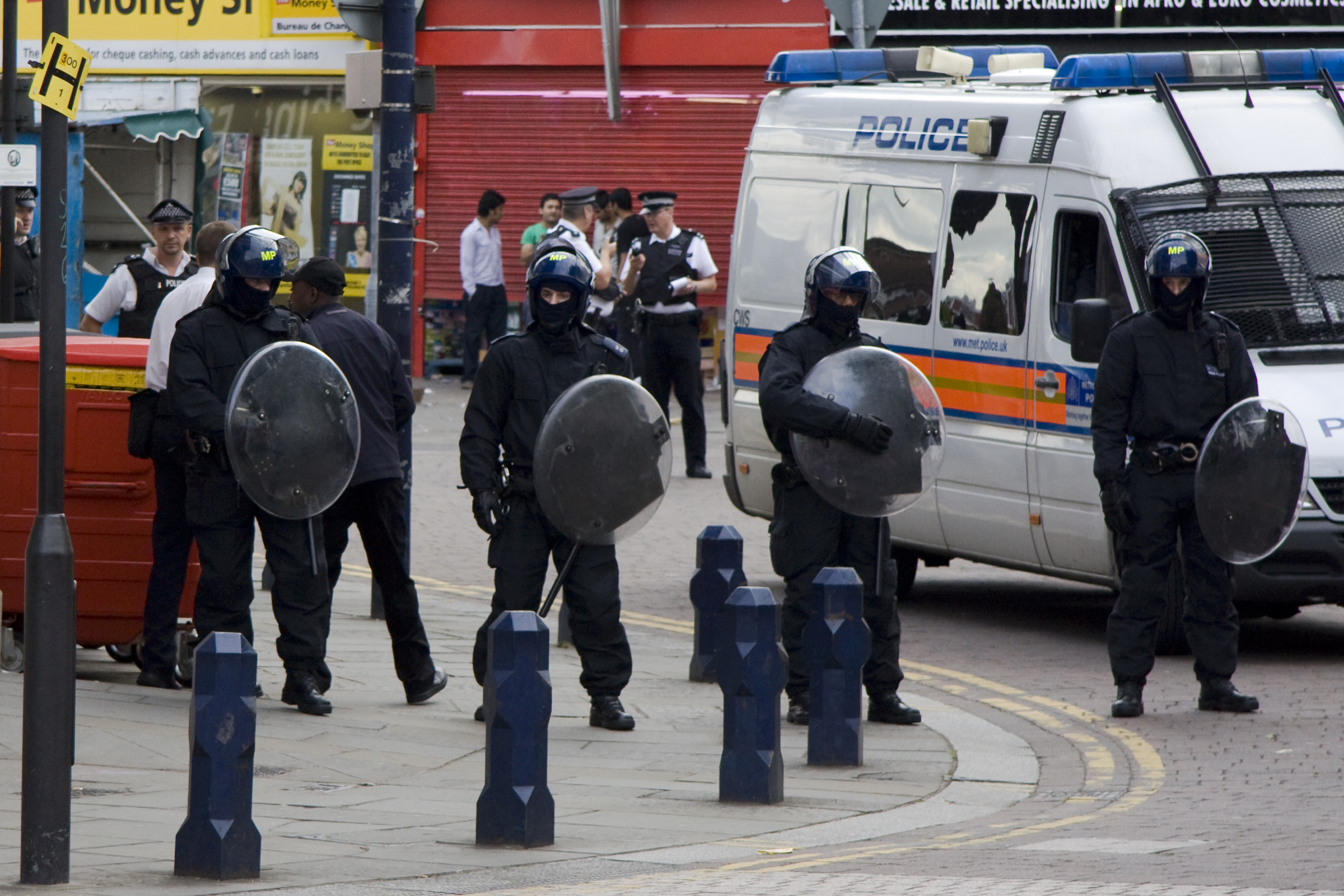
Kravallsköldar som rundsköld i polymer.
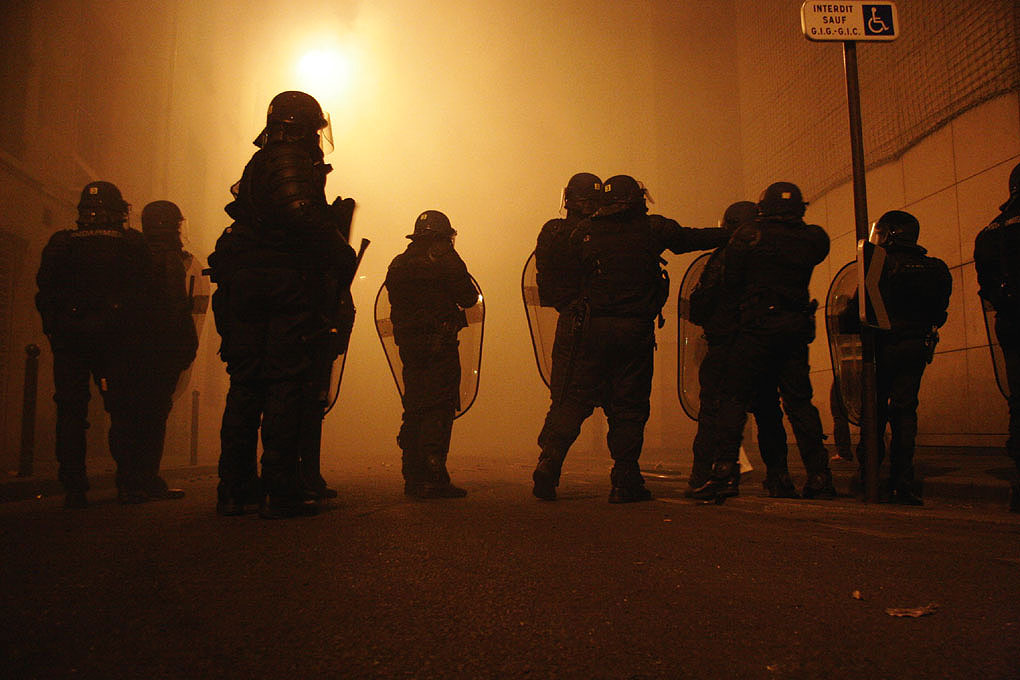
Kravallsköldar som droppsköld i polymer.
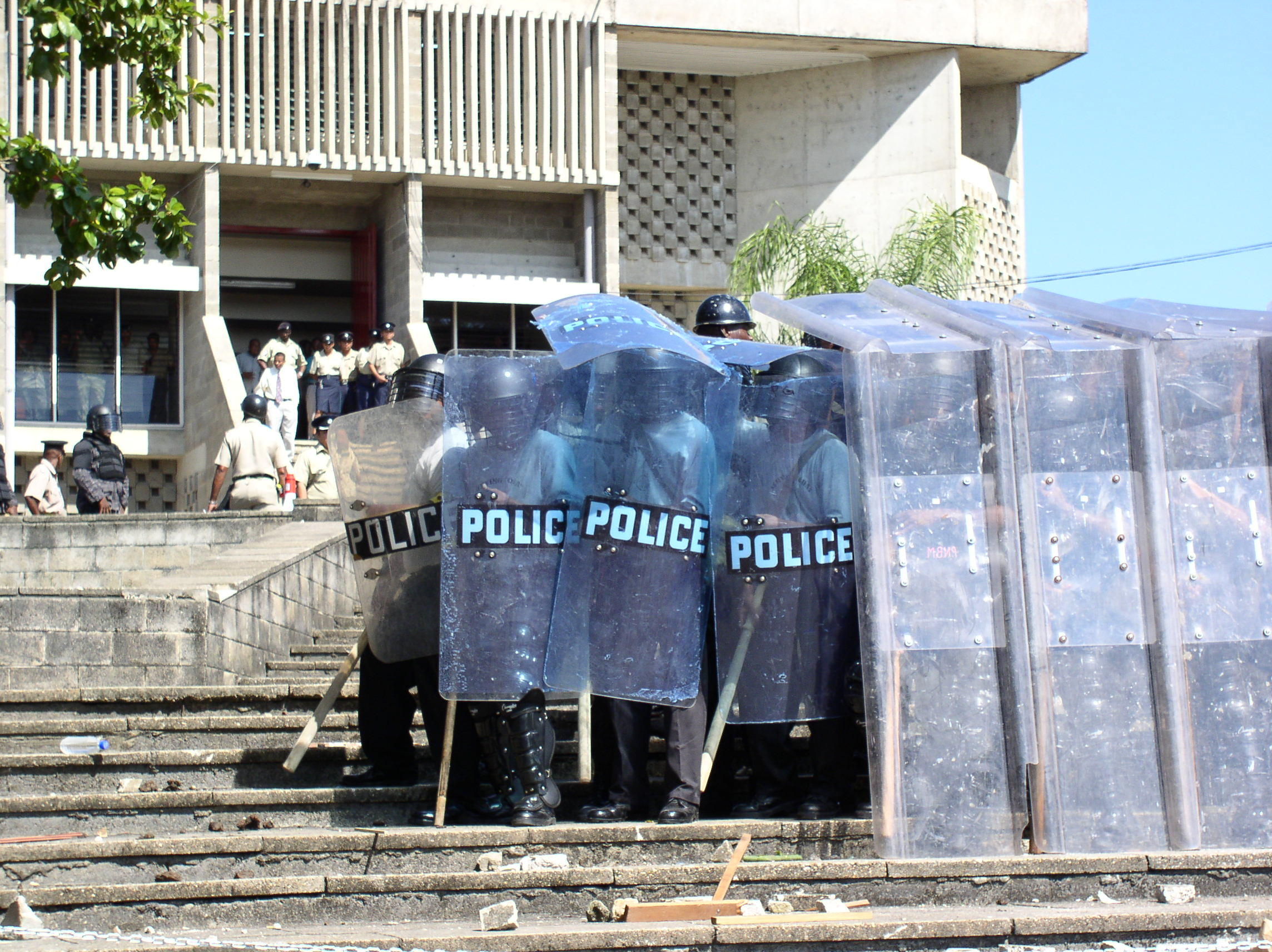
Kravallsköldar som långsköld i polymer.
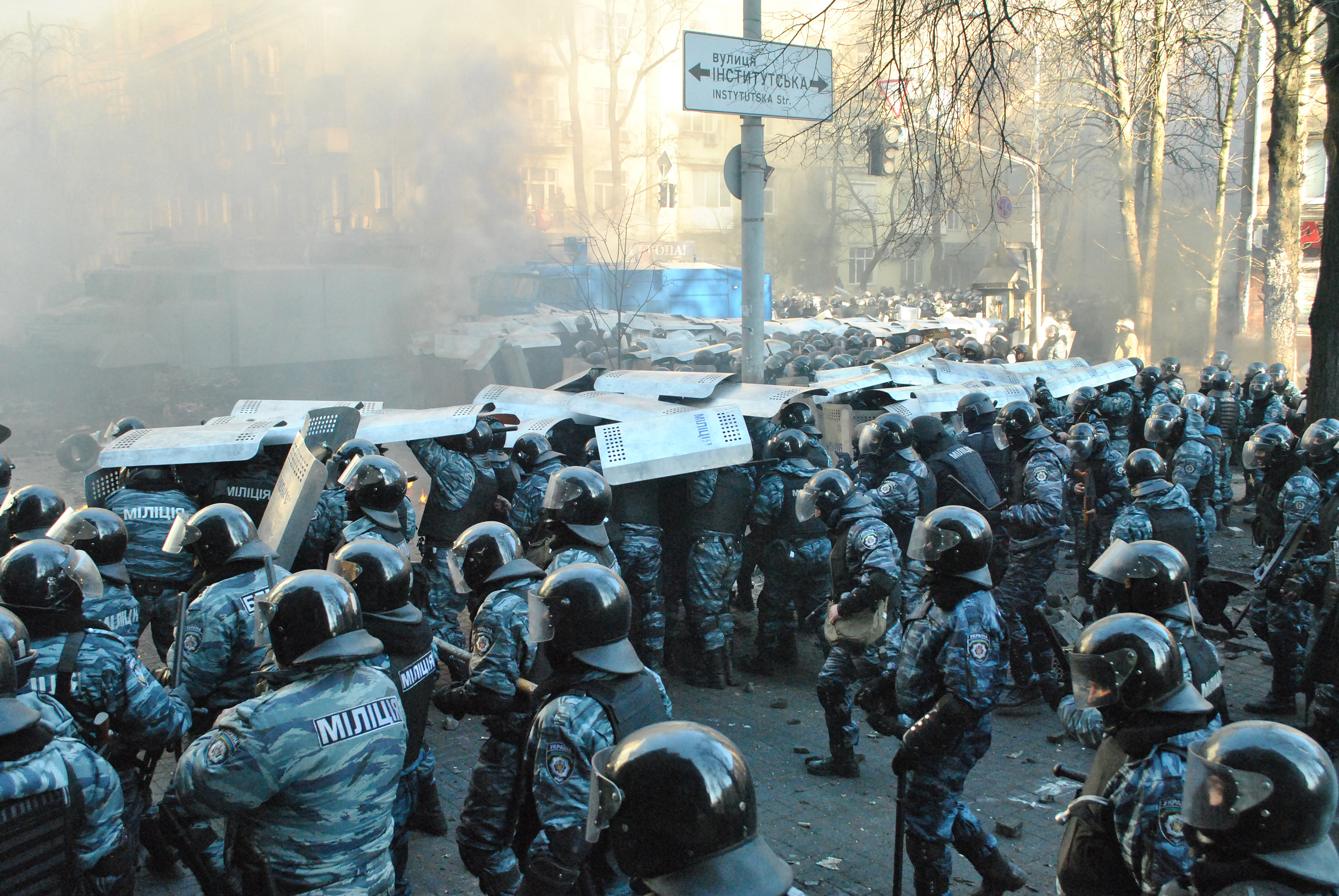
Kravallsköldar som långsköld i stål.